# Cayuga (Dakota del Nord)
Cayuga és una població dels Estats Units a l'estat de Dakota del Nord. Segons el cens del 2000 tenia 61 habitants.

## Demografia
Segons el cens del 2000, Cayuga tenia 61 habitants, 26 habitatges, i 13 famílies. La densitat de població era de 23,8 hab./km².
Dels 26 habitatges en un 23,1% hi vivien nens de menys de 18 anys, en un 46,2% hi vivien parelles casades, en un 3,8% dones solteres, i en un 50% no eren unitats familiars. En el 46,2% dels habitatges hi vivien persones soles el 23,1% de les quals corresponia a persones de 65 anys o més que vivien soles. El nombre mitjà de persones vivint en cada habitatge era de 2,35 i el nombre mitjà de persones que vivien en cada família era de 3,62.
Per edats la població es repartia de la següent manera: un 29,5% tenia menys de 18 anys, un 6,6% entre 18 i 24, un 26,2% entre 25 i 44, un 19,7% de 45 a 60 i un 18% 65 anys o més.
L'edat mediana era de 40 anys. Per cada 100 dones de 18 o més anys hi havia 115 homes.
La renda mediana per habitatge era de 26.875 $ i la renda mediana per família de 38.750 $. Els homes tenien una renda mediana de 30.000 $ mentre que les dones 27.500 $. La renda per capita de la població era d'11.048 $. Cap de les famílies i el 8,6% de la població estaven per davall del llindar de pobresa.

## Poblacions més properes
El següent diagrama mostra les poblacions més properes.